# Равнецкое сельское поселение
Равнецкое се́льское поселе́ние — муниципальное образование в Ишимском районе Тюменской области Российской Федерации.
Административный центр — село Равнец.

## История
В конце 1919 года на территории Боровской волости Ишимского уезда Тобольской губернии образован Равнецкий сельсовет. После упразднения губернии и Ишимского уезда постановлениями ВЦИК от 3 ноября 1923 и 12 ноября 1923 года, ликвидации волостного деления, в том числе Боровской волости, Равнецкий сельсовет вошёл в состав Жиляковского района Ишимского округа Уральской области. 8 августа 1930 года постановлением ЦИК и СНК СССР Ишимский округ ликвидирован. Постановлением ВЦИК от 10 июня 1931 года ликвидирован и Жиляковский район, а его территория вошла в состав Ишимского района. 17 января 1934 года постановлением ВЦИК упразднена уже Уральская область, Ишимский район включён в состав Челябинской, однако уже 7 декабря 1934 года район передан Омской области.
19 сентября 1939 года Указом Президиума Верховного Совета РСФСР Равнецкий сельсовет упразднён, его территория, включая село Равнец, вошла в состав Макаровского сельсовета. 23 апреля 1959 года Макаровский сельсовет переименован в Равнецкий с центром в селе Равнец.
Статус и границы сельского поселения установлены Законом Тюменской области от 5 ноября 2004 года № 263 «Об установлении границ муниципальных образований Тюменской области и наделении их статусом муниципального района, городского округа и сельского поселения»

## Население
| 2010  | 2011  | 2012  | 2013  | 2014  | 2015  | 2016  |
| ----- | ----- | ----- | ----- | ----- | ----- | ----- |
| 1078  | →1078 | ↘1076 | ↘1038 | ↘1030 | ↘1023 | ↗1024 |
| 2017  | 2018  | 2019  | 2020  | 2021  |       |       |
| ↗1046 | ↘1026 | ↘997  | ↘983  | ↗1101 |       |       |

## Состав сельского поселения
| № | Населённый пункт | Тип населённого пункта       | Население |
| - | ---------------- | ---------------------------- | --------- |
| 1 | Зелёный          | посёлок                      | 33        |
| 2 | Кошкарагай       | деревня                      | 226       |
| 3 | Макарова         | деревня                      | 191       |
| 4 | Налимова         | деревня                      | 32        |
| 5 | Равнец           | село, административный центр | 596       |